# Tomasz Bujas
Tomasz Bujas (ur. 1860 w Nowej Wsi, zm. 1 maja 1938 w Krakowie) – polski budowniczy.

## Życiorys
Po ukończeniu 4 klas szkoły powszechnej pracował jako murarz uzupełniając wykształcenie na kursach wieczorowych. W 1877 lub 1878 został podmajstrem murarskim. W 1887 roku rozpoczął samodzielną działalność jako murarz, a w 1889 roku uzyskał koncesję.
Z pierwszą żoną Marią z Szumińskich miał 9 dzieci. Przez kilka lat pozostawali w separacji, a Bujas mieszkał z konkubiną (Stanisławą) i miał z nią 2 dzieci. Po śmierci żony w 1936 roku ożenił się ponownie z Antoniną Baran. Synowie wystąpili do sądu i uzyskali częściowe ubezwłasnowolnienie w 1937 roku. Zarządcą jego majątku został krakowski adwokat Jan Bardel. Bujas zmarł w 1938 roku i został pochowany na Cmentarzu Rakowickim. Przed śmiercią większość ze swojego majątku (domy przy ul. Felicjanek 11, Lea 19, Kazimierza Wielkiego 54, parcele budowlane, papiery wartościowe i kosztowności) zapisał drugiej żonie. Po procesie w 1941 roku sąd uznał jego wolę.
Jako budowniczy wykonywał plany, projekty i kosztorysy. Współpracował między innymi z Aleksandrem Biborskim, Beniaminem Torbe, Karolem Rybińskim, Henrykiem de Laveaux.

## Projekty
w gminnej ewidencji zabytków:
- kamienica al. Juliusza Słowackiego 23 (1911)
- dom ul. Urzędnicza 19 (1917)
- kamienica ul. Wawrzyńca św. 5 (1911–1912) ( z Janem Skórą)
- kamienica ul. Chocimska 30 (1911)
- kamienica ul. Czarnowiejska 80 (1910–1920)
- kamienica ul. Stanisława Konarskiego 3, 10 i 12
- kamienica al. Zygmunta Krasińskiego 6 (1926)
- dom mieszkalny (dawna Fabryka Tutek) ul. Nowowiejska 5 (1912, 1914)
- kamienica ul. Nowowiejska 9 (1911)
- willa z ogrodem ul. Rakowicka 33 (1890)